# John Malcolm Patterson
Pour les articles homonymes, voir Patterson.
John Malcolm Patterson, né le 27 septembre 1921 et mort le 4 juin 2021, est un homme politique démocrate américain. Il est gouverneur de l'Alabama entre 1959 et 1963,.

## Biographie

### Premières années
Il est né à Goldville, dans le Comté de Tallapoosa. Ses parents étaient Agnes Louise (née Benson) et l'avocat Albert Patterson.
Entré dans l'armée en 1939, il combattit en Afrique du Nord, Sicile, Italie, France et Allemagne durant la Seconde Guerre mondiale. En 1945, sorti avec le grade de major, il étudia à la fac de droit de l'Université de l'Alabama. Il fut rappelé au service actif pour combattre en Corée de 1951 à 1953. Après cela, il entra dans le cabinet de son père.

### Carrière politique

#### Procureur
Son père fut nommé comme candidat démocrate au poste de procureur-général de l'Alabama, ce qui lui assurait la victoire, le parti républicain de l'état n'ayant aucun rôle majeur. Il promit de nettoyer Phenix City de sa corruption. Le 18 juin 1954, deux semaines après sa victoire, il fut abattu et mourut.
Il prit alors la place de son père, ainsi que son programme de lutte contre le crime organisé. L’arrêt Brown v. Board of Education étant passé, il fit également campagne sur un programme ségrégationniste. Une fois élu, il s'appliqua à entraver les activités de la National Association for the Advancement of Colored People ainsi que des boycotts.

#### Gouverneur
En 1958, il fit campagne sur un programme de lutte contre le crime organisé ainsi que de maintien de la ségrégation. Aux primaires démocrates, il fit campagne, contre George Wallace, avec le soutien du Ku Klux Klan pour des déclarations telles que des promesses de fermer toute école étant intégrée.
Élu, il augmenta le budget des autoroutes, des voies de navigation, des écoles et des hôpitaux psychiatriques. Il fit également voter des lois contre l'usure.
Sur le plan de la ségrégation, il fit exclure des étudiants noirs de la Alabama State University pour avoir fait un sit-in et défendit les lois discriminatoires sur le droit de vote devant les tribunaux fédéraux.
Il blâma les "agitateurs extérieurs" pour la violence, affirmant que les "agitateurs raciaux" voulaient "éliminer notre race en tant que blanche".
En 1961, il commandita l'ouvrage The Biology of the Race Problem pour démontrer que les noirs étaient intellectuellement inférieurs, afin de justifier sa position sur l'intégration scolaire,.
Il fut impliqué dans la préparation du débarquement de la baie des Cochons, fournissant des avions de la Garde nationale de son état .

#### Tentatives de réélections
Un gouverneur ne pouvant se succéder à lui-même, il dut attendre 1966 pour pouvoir se représenter aux primaires démocrates, où il fut battu par Lurleen Wallace.
En 1970, il se présenta aux primaires démocrates pour le poste de Président de la Cour suprême de l'Alabama mais fut battu par Howell Heflin.

### Après la politique
Il enseigna les sciences politiques à la Troy State University durant les années 1970 et les années 1980.
En 1984 il fut nommé à la cour des appels criminels de l'état, poste qu'il occupa jusqu'à sa retraite en 1997.
Il fut membre du comité qui déposa le juge Roy Moore en 2003.
En 2008 il exprima son support pour Obama et dit regretter ses actions passées, affirmant que nul ne pouvait alors être élu sans être un ségrégationniste.